# Кастелен, Ромео
Ромео Кастелен (нидерл. Romeo Castelen; род. 3 мая 1983, Парамарибо) — нидерландский футболист, игравший на позиции полузащитника. Выступал за сборную Нидерландов.

## Клуб
Кастелен начал свою карьеру в клубе АДО Ден Хааг, дебютировав в сезоне 2000/01 и проведя за весь сезон только 3 матча. В следующем сезоне он уже стал игроком основного состава и одним из любимчиков болельщиков. В сезоне 2002/03 его игра помогла клубу выйти в высший дивизион. Своей игрой Кастелен привлёк к себе огромное внимание ведущих клубов Нидерландов.
В 2004 году Ромео перешёл в роттердамский «Фейеноорд». Его первый сезон в клубе был очень удачным, он сыграл 30 матчей и забил 10 мячей, чем привлёк к себе внимание тренера сборной Нидерландов — Марко ван Бастена.
В следующем сезоне Кастелен сыграл 23 матча и забил 9 голов, но из-за травмы в конце сезона он был вынужден пропустить Чемпионат мира 2006 года. После двух успешных сезонов в Роттердаме, третий оказался неудачным «Фейеноорд» занял только 7 место, а Ромео из-за травмы сыграл только лишь 12 матчей.
Контракт Кастелена заканчивался летом 2007 года, «Фейеноорд» предложил новый контракт, но игрок отказался и подписал четырёхлетние соглашение с немецким «Гамбургом».
15 февраля 2013 года перешёл в нижегородскую «Волгу».
В июле 2013 года подписал двухлетний контракт с клубом «Валвейк».
Летом 2014 года перешёл в клуб австралийской Эй-лиги «Уэстерн Сидней Уондерерс», подписав двухлетний контракт. По окончании сезона 2015/16 покинул «Уондерерс».

## Сборная
С молодёжной сборной Нидерландов Кастелен выиграл Чемпионат Европы 2006 года. В основной сборной он дебютировал 18 августа 2004 года в матче против Швеции. Всего за сборную провёл 10 матчей и забил 1 гол.

## Статистика

### Матчи Кастелена за сборную Нидерландов
| Матчи Кастелена за сборную Нидерландов | Матчи Кастелена за сборную Нидерландов | Матчи Кастелена за сборную Нидерландов | Матчи Кастелена за сборную Нидерландов | Матчи Кастелена за сборную Нидерландов | Матчи Кастелена за сборную Нидерландов |
| -------------------------------------- | -------------------------------------- | -------------------------------------- | -------------------------------------- | -------------------------------------- | -------------------------------------- |
| №                                      | Дата                                   | Соперник                               | Счёт                                   | Голы Кастелена                         | Соревнование                           |
| 1                                      | 18 августа 2004                        | Швеция                                 | 2:2                                    | —                                      | Товарищеский матч                      |
| 2                                      | 8 сентября 2004                        | Чехия                                  | 2:0                                    | —                                      | Чемпионат мира 2006 (отбор)            |
| 3                                      | 9 октября 2004                         | Македония                              | 2:2                                    | —                                      | Чемпионат мира 2006 (отбор)            |
| 4                                      | 13 октября 2004                        | Финляндия                              | 3:1                                    | —                                      | Чемпионат мира 2006 (отбор)            |
| 5                                      | 9 февраля 2005                         | Англия                                 | 0:0                                    | —                                      | Товарищеский матч                      |
| 6                                      | 26 марта 2005                          | Румыния                                | 2:0                                    | —                                      | Чемпионат мира 2006 (отбор)            |

Итого: 6 матчей / 0 голов; 3 победы, 3 ничьи, 0 поражений.

## Личная жизнь
Сестра и мать Ромео погибли в авиакатастрофе в Парамарибо 7 июня 1989 года.